# Žargi
Žargi je priimek več znanih Slovencev:
- Jurij Žargi, zdravnik stomatolog, implantolog
- Marjan Žargi, podjetnik
- Matija Žargi (1948—2019), umetnostni zgodovinar, zgodovinar in muzealec
- Matjaž Žargi (*1955), hokejist, športni menendžer (= geodet, podjetnik?)
- Miha Žargi (*1946), zdravnik otorinolaringolog, prof. MF
- Radoslav Žargi (1918—1993), zdravnik infektolog, prof. MF
- Štefan Žargi, novinar, urednik
- Tina Žargi, fizioterapevtka